# Karl Ewald (Fotograf)
Karl Hans Ewald (* 9. November 1904 in Steglitz; † 8. November 1969 in München) war ein deutscher Fotograf und Standfotograf beim heimischen Film.

## Leben und Wirken
Der Sohn des Schriftgießers Wilhelm Ewald und seiner Frau Martha, geb. Bindernagel, erhielt in den 1920er Jahren in Berlin eine fotografische Ausbildung und eröffnete im Stadtteil Neukölln sein eigenes Atelier. Noch im selben Jahrzehnt stieß Karl Ewald zum (damals noch stummen) Film, wo er Beschäftigung als Standfotograf fand. Schlagartig bekannt machte den 25-Jährigen seine „Inszenierung“ Marlene Dietrichs für ein Werbefoto des Klassikers Der blaue Engel. Hier arrangierte Ewald eine Szene, die im Film selbst nicht zu sehen ist: die Diva (rechts von ihr: Rosa Valetti) im Tingel-Tangel-Varieté mit lasziv übereinander geschlagenen Beinen, Zylinder, Strapsen und verführerischem, leicht entrücktem Blick.
Rasch etablierte Ewald die Standfotografie, obwohl lange Zeit als Anhängsel der Kameraarbeit gering geschätzt, als eigene Kunstform und stellte mit ihr Stars und ihre markanten Charakteristika wie Hans Albers (F.P.1 antwortet nicht), Marianne Hoppe (Der Schritt vom Wege) und Heinz Rühmann (Der Florentiner Hut, Ein Mann geht durch die Wand) heraus. Der Publikumsliebling Jenny Jugo wurde von Ewald in ihren zwei bekanntesten Vorkriegsrollen abgelichtet: als Eliza Doolittle in Pygmalion und als Queen Victoria in Mädchenjahre einer Königin. Ewald lieferte in der Frühzeit des Zweiten Weltkriegs (1940/41) aber auch Standfotos zu nationalsozialistischen Propagandafilmen wie Jud Süß, Jakko, Mein Leben für Irland und Menschen im Sturm. 1943 wurde er zur Wehrmacht eingezogen und befand sich von 1945 bis 1948 in Kriegsgefangenschaft.
Nach seiner Rückkehr übersiedelte Ewald 1949 nach München und arbeitete für die Bavaria und andere Filmgesellschaften. Ab 1955 führte er sein Fotostudio zusammen mit seinem Sohn Frithjof Ewald. Im Alter von 54 Jahren beendete Karl Ewald seine Tätigkeit für den Film. Er starb 1969 einen Tag vor seinem 65. Geburtstag im Krankenhaus München-Harlaching.
Ewald war ab 1933 mit Katharina Schnell verheiratet und hatte mit ihr zwei Kinder. 1963 ging er mit Anna Maria Klehe, geb. Fenk, seine zweite Ehe ein.

## Filmografie
- 1929: Sein bester Freund
- 1930: Der blaue Engel
- 1931: Schatten der Unterwelt
- 1931: Arm wie eine Kirchenmaus
- 1931: Viktoria und ihr Husar
- 1931: Der Hauptmann von Köpenick
- 1932: Mädchen zum Heiraten
- 1932: Gräfin Mariza
- 1932: Unheimliche Geschichten
- 1932: F.P.1 antwortet nicht
- 1933: Ganovenehre
- 1933: Die Blume von Hawaii
- 1933: Ein Lied geht um die Welt
- 1933: Der Zarewitsch
- 1934: Zigeunerblut
- 1934: Herz ist Trumpf
- 1934: Abenteuer eines jungen Herrn in Polen
- 1934: Ein Walzer für dich
- 1934: Oberwachtmeister Schwenke
- 1935: Pygmalion
- 1935: Eine Nacht an der Donau
- 1935: Nacht der Verwandlung
- 1935: Mädchenjahre einer Königin
- 1936: Der Favorit der Kaiserin
- 1936: Ave Maria
- 1936: Die Nacht mit dem Kaiser
- 1937: Gefährliches Spiel
- 1937: Wie einst im Mai
- 1937: Das indische Grabmal
- 1938: Skandal um den Hahn
- 1938: Der Schritt vom Wege
- 1939: Der Florentiner Hut
- 1939: Die fremde Frau
- 1939: Alarm auf Station III
- 1940: Für die Katz
- 1940: Jud Süß
- 1940: Mein Leben für Irland
- 1941: Jakko
- 1941: Frau Luna
- 1941: Menschen im Sturm
- 1942: Symphonie eines Lebens
- 1942: Titanic
- 1942/44: Philharmoniker
- 1951: Begierde
- 1952: Oh, du lieber Fridolin
- 1952: Mönche, Mädchen und Panduren
- 1952: Die blaue Stunde
- 1953: Moselfahrt aus Liebeskummer
- 1953: Die geschiedene Frau
- 1954: Ewiger Walzer
- 1954: Gestatten, mein Name ist Cox
- 1955: Es geschah am 20. Juli
- 1955: Viele kamen vorbei
- 1956: Zwei Bayern in St. Pauli
- 1957: Die fidelen Detektive
- 1958: Hula-Hopp, Conny
- 1959: Ein Mann geht durch die Wand